# Réserve nationale Los Queules
La réserve nationale Los Queules est une réserve nationale située dans la région du Maule au Chili. Créée le 4 mars 1995, la réserve est un refuge pour de nombreuses espèces de plantes en danger, comme le Gomortega keule, le Pitavia punctata et Berberidopsis corallina. Le parc abrite également de nombreux animaux comme la Chevêchette australe (Glaucidium nanum), des Mouflettes, le Petit grison (Galictis cuja), des Pudus et des Colibris.
La présence du Guigna (Leopardus guigna), petit félin endémique de la Patagonie, est confirmée dans cette réserve.